# Hail to the Chief
Ne doit pas être confondu avec Hail to the Chief (série télévisée).
Hail to the Chief  est une marche musicale destinée à honorer le président des États-Unis. Elle est jouée pour accompagner l'arrivée du président américain lors d’une manifestation publique et est précédée par quatre appels réglementaires.
Lors d’événements importants, cette musique peut être jouée par des orchestres militaires reconnus.

## Histoire
Le poème The Lady of the Lake (« La Dame du Lac ») de Walter Scott comporte la phrase Hail to the Chief in triumph advances !  (« Saluons le Chef qui avance en Triomphe »). Le poème fut porté en musique vers 1812 par le compositeur anglais Sanderson (~1769 - ~1841). Ce dernier était également violoniste et chef d'orchestre du Surrey Theatre de Londres.
| Soldier, rest! thy warfare o'er, Sleep the sleep that knows not breaking, Dream of battled fields no more, Days of danger, nights of waking. (The Lady of the Lake, 1810) | Soldat, repose-toi ! La guerre est finie, Profite du sommeil qui ne s’arrête jamais, Ne rêve plus des champs de bataille, Des jours de danger, des nuits d’éveil. |

Le 4 juillet 1828, un orchestre militaire United States Marine Band joua l'air lors d’une cérémonie d’inauguration du Chesapeake and Ohio Canal par le président John Quincy Adams. Ce n’est que le 4 mars 1845 qu'il fut interprété au moment de l’arrivée au pouvoir d’un président (James K. Polk). C’est Julia Tyler, la femme du précédent président John Tyler, qui en avait suggéré l'idée.

## Paroles

### Paroles deWalter Scott
Les paroles originales utilisées par Sanderson, écrites par Walter Scott sont :
| Hail to the chief, who in triumph advances, Honored and bless'd be the evergreen pine! Long may the tree in his banner that glances, Flourish, the shelter and grace of our line. Heav'n send it happy dew, Earth lend it sap anew, Gaily to bourgeon and broadly to grow; While ev'ry highland glen, Sends our shout back again, "Roderigh Vich Alpine dhu, ho! i-e-roe!" Ours is no sapling, chance-sown by the fountain, Blooming at Beltane, in winter to fade; When the whirlwind has stripp'd ev'ry leaf on the mountain, The more shall Clan Alpine exult in her shade. Moor'd in the lifted rock, Proof to the tempest shock, Firmer he roots him, the ruder it blow; Echo his praise again, "Roderigh Vich alpine dhu, ho! i-e-roe!" Row, vassals, row for the pride of the Highlands! Stretch to your oars for the evergreen pine! Oh, that the rosebud that graces yon islands, Were wreath'd in a garland around him to twine! O, that some seedling gem, Worthy such noble stem, Honor'd and bless'd in their shadow might grow! Loud should Clan Alpine then, Ring from her deepmost glen,’ "Roderigh Vich Alpine dhu, ho! i-e-roe!" | Saluons le chef, qui avance triomphant, Honoré et béni soit le pin toujours vert ! Que croisse et fleurisse l’arbre que porte sa bannière étincelante, L’abri et la grâce de notre lignée. Le Paradis lui envoie une rosée joyeuse, La Terre lui prête à nouveau sa sève, Bourgeonne gaiement et grandit largement ; Lorsque toutes les gorges des montagnes, Nous renvoient à nouveau notre cri, « Roderigh Vich Alpine dhu, ho! i-e-roe! » Le nôtre n’est pas un jeune plant, ensemencé par chance par la fontaine, Fleurissant à Beltane, pour faner en hiver ; Lorsque le vent tourbillonnant aura arraché toutes les feuilles sur la montagne, Le Clan Alpin exultera d'autant plus dans son ombre. Fixé sur la roche élevée, Plus elle souffle, plus il s'enracine ; À l’épreuve de la tempête, Répètent à nouveau sa louange, « Roderigh Vich alpine dhu, ho! i-e-roe! » Ramez, vassaux, ramez pour la fierté des Highlands ! Tirez sur vos rames pour le pin toujours vert ! Oh, que le bouton de rose qui embellit ces îles-là, L'entourent d’une guirlande ! Oh, que des semis semblables à des joyaux, D'une si digne et noble tige, Puissent naître, honorés et bénis, dans leur ombre ! Alors le clan alpin fera puissamment, Résonner de sa plus profonde gorge, « Roderigh Vich alpine dhu, ho! i-e-roe! » |

### Paroles d’Albert Gamse
Les paroles écrites par Albert Gamse sont une adaptation des paroles sur la musique de James Sanderson. Ce sont celles qui sont actuellement utilisées.
| Hail to the Chief we have chosen for the nation, Hail to the Chief! We salute him, one and all. Hail to the Chief, as we pledge cooperation, In proud fulfillment of a great, noble call. Yours is the aim to make this grand country grander, This you will do, that's our strong, firm belief. Hail to the one we selected as commander, Hail to the President! Hail to the Chief! | Saluons le chef que nous avons choisi pour la nation, Saluons le chef ! Nous le saluons tous ensemble. Saluons le chef, et vouons-lui notre aide, Dans le fier accomplissement d’un grand et noble appel. Votre objectif est de rendre ce grand pays encore plus grand, Vous le ferez, c’est notre fort et inébranlable sentiment. Saluons celui que nous avons choisi comme commandeur, Saluons le président ! Saluons le chef ! |

## Culture populaire
- Le 38e président américain Gerald R. Ford, souhaitait régulièrement que la chanson de son université, The Victors, soit jouée à la place de Hail to the Chief[3] ;
- La sitcom américaine Hail to the Chief (1985).
- Dans le film "Président d'un jour" (1993), Dave, le sosie du président chante une version modifiée sous la douche (timecode 00:47:28) :
  - En VO: Hail to the chief / He's the one we all say "Hail" to. / We all say "Hail" / 'Cause he keeps himself so clean! / He's got the power, / That's why he's in the shower. (Saluons le chef, c'est que nous salons, nous disons tous salut, car il se lave si bien! Il a le pouvoir, c'est pour ça qu'il est dans la douche)
  - En VF, l'adaptation altère la version: C'est le patron, le patron a toujours raison, oui il nous plaît car c'est un athlète complet, il est pas farouche, même quand il prend sa douche, c'est le patron, il sent le savon
- Jail to the Chief (« Le chef en Prison ») était un slogan contre le président Richard Nixon lors du scandale du Watergate ;
- La chanson est interprétée dans le film de Steven Spielberg Amistad (1997) ;
- Hail to the Thief  (« Saluons le Voleur »), est le nom d’un album du groupe de musique anglais Radiohead. Les paroles apparaissent dans le titre de l’album 2 + 2 = 5.
- Hail to the Thief fut également un slogan régulièrement utilisé lors de manifestations durant la parade inaugurale de 2001 du Président George W. Bush.
- Hail to the Chief est un morceau du groupe américain politiquement engagé Prophets of Rage